# Mourvilles-Basses
Mourvilles-Basses är en kommun i departementet Haute-Garonne i regionen Occitanien i södra Frankrike. Kommunen ligger i kantonen Caraman som tillhör arrondissementet Toulouse. År 2022 hade Mourvilles-Basses 80 invånare.

## Befolkningsutveckling
Antalet invånare i kommunen Mourvilles-Basses
Referens:INSEE